# Taleex
Taleex (somalijski: Taleex, arabski: تلأ ح) – miasto w północno-wschodniej Somalii zamieszkanym przez 40 tysięcy ludzi. Stanowi ono administracyjne centrum rejonu Taleex w regionie Sool. Terytorium sporne między Somalilandem, Puntlandem i Khaatumo.
Taleex było stolicą Państwa Derwiszów do 9 lutego 1920 roku, kiedy to miasto zostało zbombardowane przez wojska brytyjskie, a jego przywódca, Mohammed Abdullah Hassan, musiał uchodzić do Ogadenu.
W mieście znajduje się lotnisko.